# Борман, Мартин Адольф
Мартин Адольф Борман (при рождении Адольф Мартин Борман; 14 апреля 1930 — 11 марта 2013) — немецкий теолог и католический священник, позднее отрекшийся от священного сана и вступивший в брак. Он был старшим из десяти детей немецкого государственного деятеля Мартина Бормана.

## Ранний период жизни
Борман родился в Грюнвальде, Бавария, был старшим из десяти детей главы канцелярии нацистской партии и личного секретаря фюрера Адольфа Гитлера Мартина Бормана (1900—1945) и его жены Герды Бух (1909—1946). Носивший в детстве прозвище Кронци, сокращенно от Кронпринц (по-немецки «наследный принц»), он был пылким молодым нацистом, обучавшимся в Академии нацистской партии в Матрай-ам-Бреннер в Тироле с 1940 по 1945 год.
15 апреля 1945 года школа закрылась, и молодой Мартин по совету Хаммеля, партийного функционера в Мюнхене, попытался связаться со своей матерью во всё ещё оккупированной немцами деревушке Валь-Гардена / Греден, недалеко от Сельвы / Волькенштайн в итальянском Южном Тироле. Не сумев попасть туда, он оказался в Зальцбурге, где гауляйтер предоставил ему фальшивые документы, и он нашел приют у католического фермера Николауса Хоэнвартера в отеле «Querleitnerhof», на склоне горы в Зальцбургских Альпах.

## Послевоенный период
После капитуляции Германии его мать Герда длительное время допрашивалась офицерами CIC (объединенного американо-британского разведывательного органа). Она умерла от рака брюшной полости в тюремной больнице Мерано 23 марта 1946 года. В следующем году её сын-подросток Мартин узнал о смерти своей матери из статьи в Salzburger Nachrichten и только после этого признался в своей личности Николасу Хоэнвартеру, который сообщил эту информацию своему местному священнику в Вайсбах-бай-Лофер. Впоследствии священник сообщил об этом настоятелю церкви Мария- Кирхталь, который взял мальчика на свою опеку.
Борман-младший обратился в католицизм. Во время службы в качестве алтарного мальчика в Мария-Кирхтале он был арестован американской разведслужбой и заключен в Целль-ам-Зе, где в течение нескольких дней подвергался допросам, после чего ему разрешили вернуться в приход. Он оставался там до тех пор, пока не стал членом религиозной конгрегации миссионеров Святого Сердца в Ингольштадте. Ему удалось восстановить контакт со своими братьями и сестрами, все из которых, за исключением одной сестры, также вернулись в лоно католической церкви.
После того, как Гитлер покончил жизнь самоубийством 30 апреля 1945 года, его отец Мартин Борман исчез. Мартин А. Борман во время допросов не раз заявлял, что не знал, что произошло с его отцом: его неоднократно проверяли на ложь, но показания признали правдивыми. В последующие годы несколько организаций, включая ЦРУ и правительство Западной Германии, безуспешно пытались установить местонахождение Бормана. Свидетельства о его местонахождении приходили из разных точек мира, включая Австралию, Данию, Италию и Южную Америку. В 1971 году Борман-младший поддержал вывод правительственных чиновников о том, что обстоятельства исчезновения Мартина Бормана-старшего установить невозможно, и поиски Бормана-старшего были официально прекращены в ноябре 1971 года. После этого, 7 декабря 1972 года, строители обнаружили человеческие останки возле станции Лертер в Западном Берлине. При вскрытии были обнаружены осколки стекла в челюсти скелета, который был идентифицирован как Мартин Борман-старший по сведениям из его стоматологической карточки; осколки стекла позволяли предположить, что он покончил жизнь самоубийством, раскусив капсулу с цианидом, чтобы избежать плена. Судебно-медицинские эксперты определили, что размер скелета и форма черепа были идентичны скелету Бормана. Останки были окончательно идентифицированы как принадлежавшие Борману-старшему в 1998 году, когда власти Германии заказали генетическое тестирование фрагментов черепа. 16 августа 1999 г. останки были кремированы, и Мартину Борману-младшему было разрешено развеять прах своего отца в Балтийском море.

### Жизнь священника
26 июля 1958 г. он был рукоположен в священники. В 1961 году его отправили в ставшую независимой республику Конго (бывшее Бельгийское Конго), где он работал миссионером до 1964 года, когда ему пришлось бежать из страны из-за восстания Симбы. В 1966 году он вернулся в Конго на год.

### Жизнь после священства
После почти смертельной травмы в 1969 году Бормана вылечила монахиня по имени Кордула. Он оставил священство в начале 1970-х годов, позже они оба отказались от своих обетов и поженились в 1971 году. У них не было детей.
Борман стал преподавателем богословия и вышел на пенсию в 1992 году. В 2001 году он посетил школы Германии и Австрии, рассказывая об ужасах Третьего Рейха, и даже посетил Израиль, где встретился с пережившими Холокост.
В 2011 году бывший ученик австрийско-католической школы-интерната обвинил Бормана в том, что тот изнасиловал его в 12-летнем возрасте, когда Борман работал там священником и учителем в начале 1960-х годов. Другие бывшие ученики утверждали, что против них самих и других учеников применялось жестокое физическое насилие. Страдавший слабоумием Борман не захотел или не смог прокомментировать обвинения. Никаких судебных разбирательств не последовало, но независимая комиссия Класника, созданная для расследования злоупотреблений со стороны членов католической церкви в Австрии, присудила обвинителю компенсацию.
Борман умер в 2013 году в Хердекке, Северный Рейн-Вестфалия, Германия.